# Myruddmossa
Myruddmossa (Cinclidium stygium) är en bladmossart som beskrevs av Swartz in Schrader 1803. Enligt Catalogue of Life ingår Myruddmossa i släktet uddmossor och familjen Mniaceae, men enligt Dyntaxa är tillhörigheten istället släktet uddmossor och familjen Cinclidiaceae. Arten är reproducerande i Sverige. Inga underarter finns listade i Catalogue of Life.

## Bildgalleri

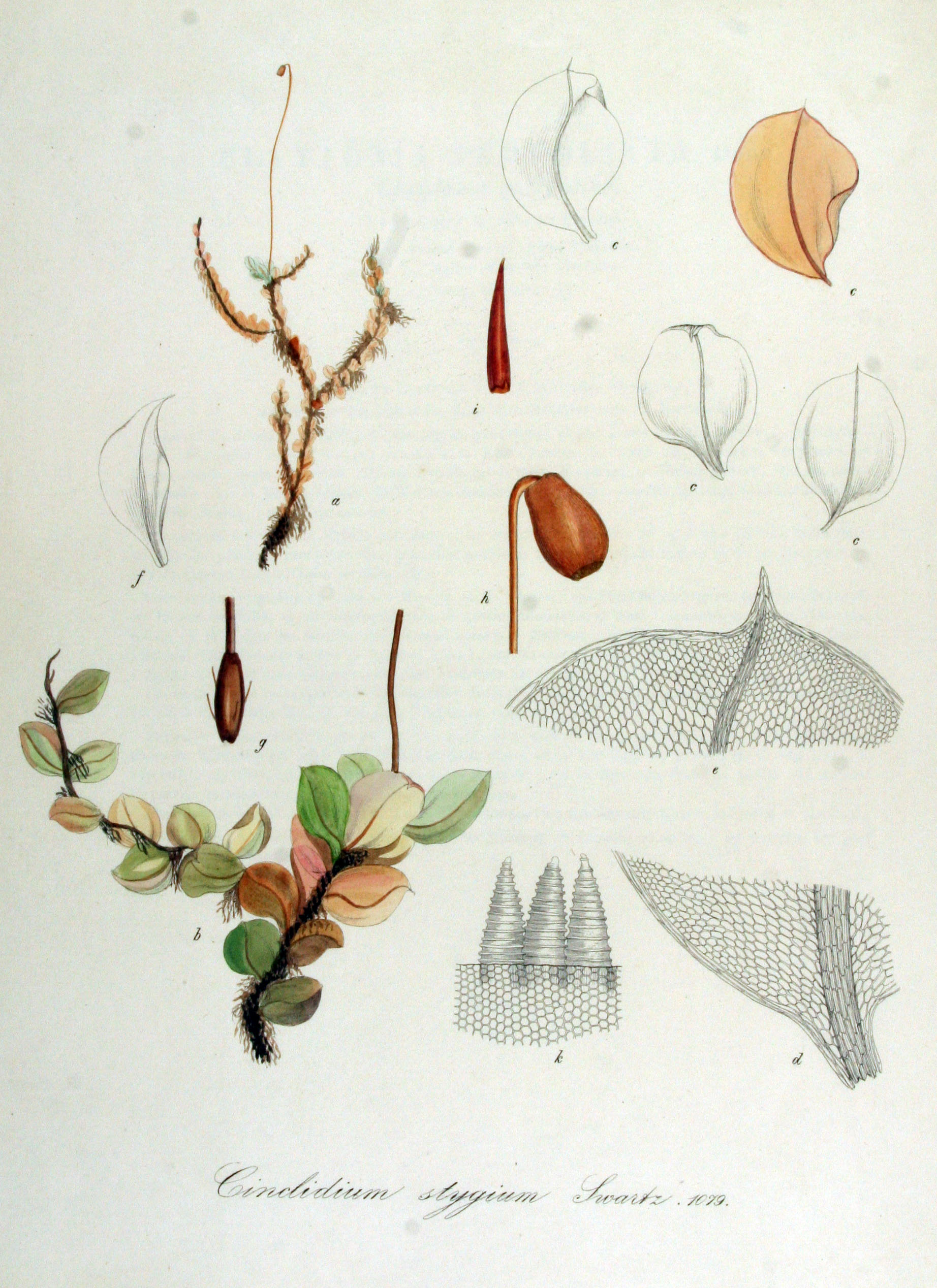